# Агуті бразильський
Агуті бразильський (Dasyprocta leporina) — вид гризунів родини агутієвих, що мешкає в Південній Америці на північ від Амазонки і на схід від Ріо-Негро. Зустрічається в таких країнах: Бразилія, Гвіана, Гаяна, Суринам, Тринідад і Тобаго, Венесуела. Проживає в лісах, у тому числі вторинних.

## Морфологія
Шерсть груба й дещо поблискуюча, на крупі вона помітно довша, часто затуляючи більшу частину короткого хвоста. Волосся посередині шиї, дещо більше, формуючи нечіткий гребінь. Верхня поверхня голови оливково-сіра зі вкрапленнями жовтуватого, тобто, того ж кольору, що й спина; щоки рідко покриті волоссям і підшерстя стає помітнішим, ніж справжнє волосся. Задня частина спини рудо-жовта. Кілька вібрисів є у периферійній частині мордочки й над очима. Вуха помітні, округлі, покриті всередині й зверху з коротким рівномірним темним волоссям. Ноги темнішого кольору, ніж тіло. На передніх ногах чотири пальці, але зовнішні дуже короткі, з трьох, що залишилися середній найдовший. Задні ноги мають три пальці, середній найдовший. Голі підошви помітно подовжені. Хвіст дуже короткий і голий. Є одна пара грудних, дві пари черевних і однієї пари пахових молочних залоз.
Зубна формула: I 1/1, C 0/0, P 1/1, M 3/3. Усі різці мають передню поверхню червонувато-коричневого кольору. Премоляри дуже схожі на кутні зуби, але трохи більші; моляри мають приблизно однаковий розмір.

## Поведінка
Рийний, наземний вид. Створює запаси продовольства невеликими порціями в різних місцях підконтрольної території.